# 新潟県道333号中山竜光堀之内線
新潟県道333号中山竜光堀之内線（にいがたけんどう333ごう なかやまりゅうこうほりのうちせん）は、新潟県長岡市から同県魚沼市に至る一般県道である。

## 概要

### 路線データ
- 起点：新潟県長岡市川口中山字谷内（国道17号交点）
- 終点：新潟県魚沼市下島字後田（国道17号交点）

## 通過する自治体
- 新潟県
  - 長岡市 -魚沼市

## 接続する道路
- 国道17号（三国街道）（起点：野田交差点）
- 新潟県道23号柏崎高浜堀之内線（魚沼市竜光（りゅうこう）地内で重複）
- 国道17号（三国街道）（終点：下島交差点）

## 周辺

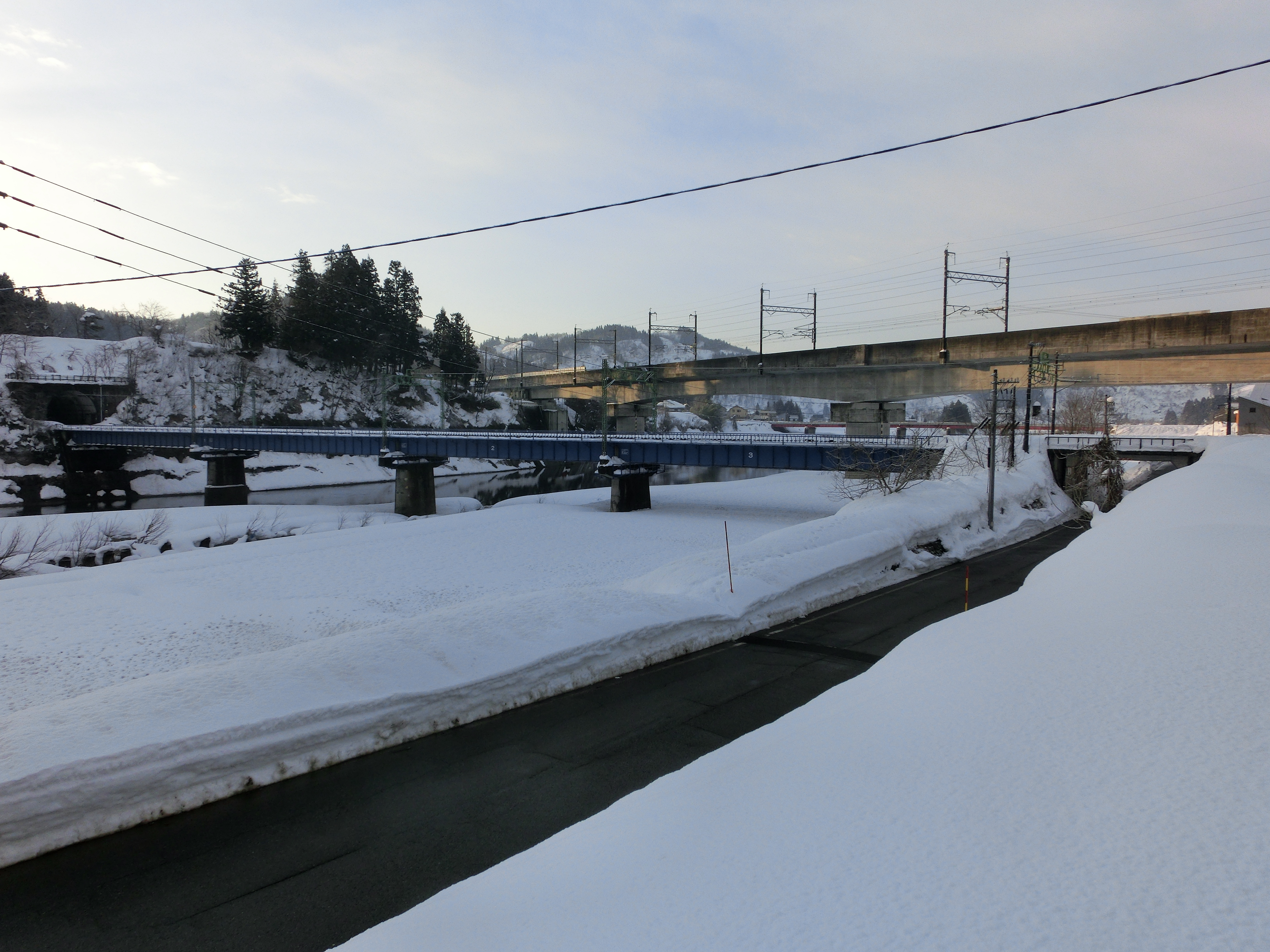
新潟県道333号線そばを流れる魚野川に架かっている3本の橋の写真。（手前から、上越線第四魚野川橋梁、上越新幹線魚野川橋梁、国道17号和南津橋）

- JR上越線 北堀之内駅
- 魚沼市立宇賀地（うかじ）小学校
- 越後製菓 川口工場
- えちご川口温泉
- 長岡市蒼丘の杜公園
- 道の駅越後川口
- 魚野川

## その他
- 路線名の「堀之内」は、終点付近の旧自治体名（新潟県北魚沼郡堀之内町）に由来する。